# Gran Premio de Honor (Chile)
El Gran Premio de Honor es una carrera que se disputa en la arena del Hipódromo Chile sobre la distancia de 2400 metros. Es una competencia de Grupo 2, para todo caballo de 3 años y más edad. 
Habitualmente se realiza en el mes de junio como la revancha del  Gran Premio Hipódromo Chile, excepcionalmente en 2024 se realizó en la última reunión del mes de abril, antes del gran clásico institucional palmeño. Es la carrera de más distancia que se corre en este recinto hípico.
El año 2020 producto de la Pandemia Por Coronavirus (COVID-19) y la posterior suspensión de la actividad hípica, esta prueba no fue reprogramada por el Hipódromo Chile y por ese motivo no se disputó.

## Ganadores del Clásico Gran Premio de Honor
Los siguientes son todos los ganadores de la prueba desde 1987.
| Año  | Caballo              | Jinete             | Preparador            | Stud                     | Haras                    | Tiempo  | Distancia |
| ---- | -------------------- | ------------------ | --------------------- | ------------------------ | ------------------------ | ------- | --------- |
| 1987 | Grosor               | Gustavo Barrera    | Pedro Medina Ch.      | Matancilla               | Matancilla               | 2:04.80 | 2000 m    |
| 1988 | Grosor               | Gustavo Barrera    | Pedro Medina Ch.      | Matancilla               | Matancilla               | 2:03.00 | 2000 m    |
| 1989 | Barzio               | Héctor Berríos     | Julio Romero C.       | El Sheik                 | El Sheik                 | 2:30.71 | 2400 m    |
| 1990 | Monín                | Danilo Salinas     | Guillermo Aguirre A.  | Manita                   | Santa Isabel             | 2:32.90 | 2400 m    |
| 1991 | Melihual             | Danilo Salinas     | Alfonso Zamorano B.   | Trululú Tata             | San Luis de Futrono      | 2:32.93 | 2400 m    |
| 1992 | Pollito Pololo       | Ányelo Rivera      | Cristián Muñoz G.     | Santa Olga               | Santa Olga               | 2:35.99 | 2400 m    |
| 1993 | Wind Fire            | Gustavo Barrera    | Carlos Urbina H.      | La Gloria de Los Ángeles | La Gloria de Los Ángeles | 2:33.01 | 2400 m    |
| 1994 | Barrio Chino         | Héctor Salazar     | Jorge Inda M.         | Haras Santa Sara         | Figurón                  | 2:32.04 | 2400 m    |
| 1995 | Red Flash            | Pedro Santos       | Álvaro Breque V.      | Trébol                   | Scelto                   | 2:32.08 | 2400 m    |
| 1996 | Enfático             | Pedro Santos       | Osvaldo Urbina H.     | Tres Mosqueteros         | Cullinhue                | 2:31.02 | 2400 m    |
| 1997 | Gran Ducato          | Gustavo Barrera    | Patricio Baeza A.     | Komosar                  | Figurón                  | 2:32.65 | 2400 m    |
| 1998 | Apolo Dorado         | Mauricio Figueroa  | Juan Cavieres A.      | Crillón                  | Santa Olga               | 2:30.84 | 2400 m    |
| 1999 | Wafle                | Víctor Mansilla    | Óscar Silva S.        | Aries                    | Limachito                | 2:31.79 | 2400 m    |
| 2000 | El Aragonés          | Joao Castillo      | Pedro Melej R.        | Elenita                  | Santa Eladia             | 2:28.29 | 2400 m    |
| 2001 | Franbulo             | Manuel Martínez    | Oliverio Martínez L.  | Viejo Perro              | Carampangue              | 2:28.34 | 2400 m    |
| 2002 | Marzuk               | Pedro Santos       | Jorge Inda M.         | Agrícola Aboughazaleh    | Sumaya                   | 2:37.76 | 2400 m    |
| 2003 | British Open         | Pedro Santos       | José Inda D.          | París Texas              | Mocito Guapo             | 2:32.29 | 2400 m    |
| 2004 | Grillito             | Gonzalo Ulloa      | Patricio Baeza A.     | Baracaldo                | Gustavo Braun R.         | 2:35.65 | 2400 m    |
| 2005 | Usual (Arg)          | Ányelo Rivera      | José Inda D.          | Carampangue              | Carampangue              | 2:31.95 | 2400 m    |
| 2006 | Feliz de la Vida     | Ányelo Rivera      | Carlos Conejeros A.   | Botafógo                 | Santa Olga               | 2:34.69 | 2400 m    |
| 2007 | El Tobar             | Héctor I. Berríos  | José Inda D.          | Masaiva                  | Cordillera               | 2:30.35 | 2400 m    |
| 2008 | Cónsul Romano        | Héctor I. Berríos  | Juan P. Baeza J.      | Huelén                   | Matancilla               | 2:36.83 | 2400 m    |
| 2009 | Rock Star Show (USA) | Luis Torres        | Óscar Silva S.        | Cinco Estrellas          | Cinco Estrellas          | 2:35.19 | 2400 m    |
| 2010 | Belle Watling        | Héctor I. Berríos  | Juan P. Baeza J.      | Don Theo                 | Matancilla               | 2:34.67 | 2400 m    |
| 2011 | Ascot Prince         | Alejandro Maureira | Juan P. Baeza J.      | Haras Jockey             | Jockey                   | 2:32.70 | 2400 m    |
| 2012 | Rich Court           | Óscar Ulloa        | Juan C. Silva S.      | Dos Lagunas              | Paso Nevado              | 2:33.98 | 2400 m    |
| 2013 | McQueen              | Christian Rojas    | Juan C. Pichara J.    | Mascato                  | Santa Isabel             | 2:34.27 | 2400 m    |
| 2014 | El Veneciano         | Francisco Bernal   | Rafael Bernal G.      | Taulemu                  | Dadinco                  | 2:32.34 | 2400 m    |
| 2015 | El Distinto          | Gonzalo Ulloa      | Óscar Silva S.        | Cinco Estrellas          | Santa Amelia             | 2:38.27 | 2400 m    |
| 2016 | Rey del Rock         | Rafael Cisternas   | Alejandro Padovani E. | Santa Verónica           | Mocito Guapo             | 2:33.74 | 2400 m    |
| 2017 | Kurilov              | Jorge A. González  | Carlos Bagú R.        | De Gourves               | Paso Nevado              | 2:37.22 | 2400 m    |
| 2018 | Indio Apache         | Jeremy Laprida     | Carlos Bagú R.        | Los Brujos               | Dadinco                  | 2:39.96 | 2400 m    |
| 2019 | Win Here             | Alberto Vásquez    | Cristián Urbina R.    | L.F.                     | El Sheik                 | 2:37.88 | 2400 m    |
| 2020 | No se corrió         |                    |                       |                          |                          |         |           |
| 2021 | O'Connor             | Jorge A. González  | Carlos Urbina H.      | Irlandés                 | Carioca                  | 2:38.58 | 2400 m    |
| 2022 | El Egipcio           | Javier I. Guajardo | Eugenio Switt V.      | Stefy                    | Carioca                  | 2:33.80 | 2400 m    |
| 2023 | Ñiquense             | Óscar Ulloa        | Juan P. Baeza J.      | Haras Don Alberto        | Don Alberto              | 2:31.74 | 2400 m    |
| 2024 | Yahshua              | Gustavo Aros       | Rodrigo Pulgar A.     | Tío Javi                 | Santa Sara               | 2:32.98 | 2400 m    |
| 2025 | Spazzatura           | Óscar Ulloa        | Juan P. Baeza J.      | La Nonna Ltda.           | Don Alberto              | 2:33.20 | 2400 m    |

- Hasta el año 2005 las centésimas del tiempo de la carrera se tomaban en quintos (5) es decir cada 10 segundos eran equivalentes a 1/5.

## Última edición
El sábado 31 de mayo de 2025 se disputó una edición más del "Gran Premio de Honor". Se impuso el ejemplar Spazzatura (hijo de Constitution), favorito de la prueba, derrotando a El Egipcio, en tercera posición se colocó Latour Cent, en cuarta posición quedó Prende Con Agua y la tabla la completó Steele. Spazzatura fue conducido por Óscar Ulloa, es preparado por Juan P. Baeza J. , pertenece al stud "La Nonna Ltda." y fue criado en el Haras Don Alberto.